# Mellita tenuis
Mellita tenuis is een zee-egel uit de familie Mellitidae.
De wetenschappelijke naam van de soort werd in 1940 gepubliceerd door Hubert Lyman Clark.